# 기타노정
기타노정(北野町)은 일본 후쿠오카현 중앙부에 속해있던 정이다. 구루메시로의 통근율은 26.5%(2012년 국세조사). 구 미이군.기타노텐만궁이 있다.
2005년 2월 5일에 미즈마 군 조지마 정, 미즈마 정, 우키하 군 다누시마루 정과 합병해 구루메 시가 되어 소멸하였다. 정사무소는 구루메 시청 기타노 종합 지소로 계속 업무를 보고 있었으나, 후에 구·기타노 초등학교 터로 이전하면서 구 사무소는 해체되어 더 이상 존재하지 않게 되었다.

## 지리
후쿠오카 현의 중앙부, 지쿠고 평야의 북부에 위치한다.남쪽으로 지쿠고 강이, 중앙을 진야 강과 쇼시마 용수가 흐른다.

## 역사
- 1889년 4월 1일 - 정촌제 시행에 수반해 미이군 기타노촌이 성립하였다.
- 1896년 4월 1일 - 미이군, 미하라군, 야마모토군과 합병해 미이군이 되었다.
- 1901년 4월 9일 - 정으로 승격해 기타노정이 되었다.
- 1955년 3월 1일 - 기타노정, 유게촌, 오키촌, 가네시마촌이 신설합병해 새롭게 기타노정이 되었다.
- 2005년 2월 5일 - 미즈마정·조지마정·다누시마루정이 구루메시에 편입되어 소멸하였다.

## 교육
- 조합립 미쓰이 중앙 고등학교
- 기타노 정립 기타노 중학교
- 기타노 정립 기타노 초등학교
- 기타노 정립 다이조 초등학교
- 기타노 정립 유게 초등학교
- 기타노 정립 가나시마 초등학교

## 교통

### 철도
- 서일본 철도
  - 아마기선